# ハンティ語
ハンティ語（ハンティご、Khanty, Xanty language）、旧称オスチャーク語（Ostyak language）は、シベリア北西部の少数民族、ハンティ人（オスチャーク人）の固有言語。ロシアのハンティ・マンシ自治管区、ヤマロ・ネネツ自治管区、トムスク州などで話されている。1994年に行われた調査では、話者はロシア国内に12,000人。ハンティ語は、ウラル語族のフィン・ウゴル語派に属し、近隣のマンシ語と共にフィン・ウゴル語派の下位区分オビ・ウゴル諸語を成す。
ハンティ語には多数の方言が存在することが知られている。西部の方言群として、サレハルド、オビ川、エルティシ川の各地域の方言がある。東部の方言群には、スルグト方言、オビ川の支流であるヴァフ川（Vakh）・ヴァシュガン川（Vasyugan）方言があり、これら東部方言はさらに13の下部方言に分類される。これに北部の方言群を加え、3つの主要な方言群に分類されているが、3つの方言群の間には音韻、単語の構成法、語彙に大きな差異が見られ、お互いに理解することが不可能である。

## 文字
ハンティ語のキリル文字 (2000年代)
| А а       | Ӓ ӓ | Ӑ ӑ | Б б | В в | Г г       | Д д | Е е |
| Ё ё       | Ә ә | Ӛ ӛ | Ж ж | З з | И и       | Й й | К к |
| Қ қ (Ӄ ӄ) | Л л | Ӆ ӆ | Ԓ ԓ | М м | Н н       | Ң ң | Ӈ ӈ |
| О о       | Ӧ ӧ | Ө ө | Ӫ ӫ | П п | Р р       | С с | Т т |
| У у       | Ӱ ӱ | Ў ў | Ф ф | Х х | Ҳ ҳ (Ӽ ӽ) | Ц ц | Ч ч |
| Ҷ ҷ       | Ш ш | Щ щ | Ъ ъ | Ы ы | Ь ь       | Э э | Є є |
| Є̈ є̈       | Ю ю | Ю̆ ю̆ | Я я | Я̆ я̆ |           |     |     |

ハンティ語のラテン文字（1931年～1937年の間のみ使用された）
| A a | B в | D d | E e | Ә ә | F f | H h | Һ һ |
| I i | J j | K k | L l | Ļ ļ | Ł ł | M m | N n |
| Ņ ņ | Ŋ ŋ | O o | P p | R r | S s | Ş ş | S̷ s̷ |
| T t | U u | V v | Z z | Ƶ ƶ | Ƅ ƅ |     |     |

## 表記法の歴史
ハンティ語が書記言語となったのは、ロシア革命後で、1930年にまずラテン文字を基にした表記法が発明され、1937年にはキリル文字に <ң>（/ŋ/）の文字を加えた表記法が編み出された。ハンティ語による文学作品の表記には専ら、カジム方言、シュリシュカル方言、中部オビ方言のいずれかが使用される。新聞や、テレビ、ラジオでは通常カジム方言が使用されている。

## 方言

### ヴァフ川方言
ヴァフ川流域の方言は、他の方言との差異が大きく、厳格な母音調和と、分裂能格的な格変化（tripartite case system）を有し、他動詞の主語と目的語、自動詞の主語が全て異なる指標で表されるのが特徴である。他動詞の主語は接尾辞 -nə- により表され、他動詞の目的語は対格の接尾辞で表される。自動詞の主語は特に指標が付かず、能格言語のように絶対格と呼ばれることもある。他動詞は、主語に一致して人称変化する。

### オビ川方言
オビ川方言の音韻には、子音 [p t tʲ k, s ʃ ɕ x, m n ɲ ŋ, l ɾ j w]、短母音 [i a o u]、長母音 [eː aː oː uː]、そして弱母音 [ə] がある。弱母音は語頭に現れない。上のヴァフ川方言と違い、母音調和がない。

## 文法

### 名詞
名詞に付く接尾辞には、双数形 [-ŋən]、複数形 [-(ə)t]、与格 [-a]、処格／具格 [-nə] がある。
例：
xot 「家」（ハンガリー語 ház、フィンランド語 koto に相当）
xotŋəna 「2つの家へ」
xotətnə 「（複数の）家で」（フィンランド語の表現 kotona 「家で」との類似に注意。フィンランド語の様格接尾辞 –na を使用した表現)。
名詞の単数形、双数形、複数形にはさらに、単数形、双数形、複数形それぞれの所有接尾辞が付く。所有接尾辞には3つの人称の別があるため、全てで 33 = 27通りの変化形が存在することになる。下は məs 「牝牛」の変化形の一部の例である。
məsem 「私の牝牛」（単数）
məsemən 「私の（2頭の）牝牛」（双数）
məsew 「私の牝牛達」（複数）
məsŋətuw 「私達の（2頭）の牝牛」（双数）

### 人称代名詞
人称代名詞の主格。
|       | 単数 | 双数 | 複数 |
| 1人称 | ma   | min  | muŋ  |
| 2人称 | naŋ  | nən  | naŋ  |
| 3人称 | tuw  | tən  | təw  |

1人称代名詞 ma の格変化は、対格 manət 、与格 manəm。
指示代名詞・指示形容詞。

- tamə 「これ、この」、tomə 「あれ、あの」、sit 「あそこの」

：tam xot 「この家」
基本的な疑問詞。

- xoy 「誰」、muy 「何」

### 数詞
ハンティ語の数詞とハンガリー語の数詞の比較。
|     | ハンティ語                      | ハンガリー語 |
| 1   | yit, yiy                        | egy          |
| 2   | katn, kat                       | kettő, két   |
| 3   | xutəm                           | három        |
| 4   | nyatə                           | négy         |
| 5   | wet                             | öt           |
| 6   | xut                             | hat          |
| 7   | tapət                           | hét          |
| 8   | nəvət                           | nyolc        |
| 9   | yaryaŋ （10に足りないが語源か） | kilenc       |
| 10  | yaŋ                             | tíz          |
| 20  | xus                             | húsz         |
| 30  | xutəmyaŋ （10が3つ）            | harminc      |
| 100 | sot                             | száz         |

「10」と10との組合せから成るもの以外では、2つの言語の数詞は非常に似ている。また、両言語の単語間の規則的な音韻対応にも注意。

例（ハンティ語－ハンガリー語の順）
- 「家」：[xot]-[haːz]
- 「100（数詞）」：[sot]-[saːz]

## 統語論
ハンティ語はマンシ語と同じく、基本的には主格対格型言語であるが、 能格言語的な特徴を有している。他動詞の目的語を表す格と、自動詞の主語を表す格が同じ指標で表され、他動詞の主語は処格（具格）が使用されるのである。このような名詞変化は、「与える」などのいくつかの特定の動詞のある文で現れる。例えば「私はあなたに魚を与える」という文は、ハンティ語では「私によって（他動詞の主語／具格）・魚を（目的語／対格）・与える（他動詞）・あなたに（間接目的語／与格）」という構造になる。しかし、このような能格言語的な特徴は、常に形態素（格変化を表す指標）により表され、統語論的なものではない。加えて、このような文は受動態でも表すことができる。例えば、マンシ語で「犬が（他動詞の主語／具格）・あなたを(目的語)・噛んだ（他動詞）」という文は、「あなたは（目的語／対格）・噛まれた（受動態）・犬によって（他動詞の行為者／具格）」とすることもできるのである（どちらの文でも名詞の格は同じ）。